# Paroo River
Paroo River är ett vattendrag i Australien. Det ligger i delstaten New South Wales, i den sydöstra delen av landet, omkring 770 kilometer väster om delstatshuvudstaden Sydney.
Omgivningarna runt Paroo River är i huvudsak ett öppet busklandskap. Trakten runt Paroo River är nära nog obefolkad, med mindre än två invånare per kvadratkilometer. Genomsnittlig årsnederbörd är 301 millimeter. Den regnigaste månaden är februari, med i genomsnitt 69 mm nederbörd, och den torraste är oktober, med 1 mm nederbörd.